# Edward Canby
Edward Richard Sprigg Canby (Piatt's Landing, 9 novembre 1817 – Lago Tule, 11 aprile 1873) è stato un generale statunitense dello United States Army e dello Union Army nel corso della guerra di secessione americana, nell'era della Ricostruzione e nelle guerre indiane durante la presidenza di Ulysses S. Grant. Fu ucciso durante un negoziato di pace con i Modoc della California settentrionale. Fu l'unico generale statunitense a venire ucciso nel corso delle ultime guerre.

## Gioventù
Canby nacque a Piatt's Landing (Kentucky) da Israel T. ed Elizabeth (Piatt) Canby. Frequentò il Wabash College ma si trasferì alla United States Military Academy dove concluse gli studi nel 1839. Fu assegnato come sottotenente al 2º fanteria e prestò servizio come aiutante di reggimento.
Nonostante venga spesso chiamato Edward Canby, un biografo ipotizzò che il suo nome fosse "Richard" in gioventù e per alcuni amici per l'intero corso della sua vita. Fu chiamato "Sprigg" da compagni cadetti di West Point, ma per buona parte della sua carriera fu chiamato semplicemente E.R.S. Canby, ed a volte si formava "Ed.R.S. Canby".

## Matrimonio e famiglia
Sposò Louisa Hawkins a Crawfordsville (Indiana) il 1º agosto 1839. LA moglie proveniva da una famiglia di tre sorelle ed un fratello, con il quale rimase in stretto contatto. I Canby ebbero numerosi figli.

## Inizio della carriera militare
All'inizio della carriera Canby prestò servizio nella seconda guerra Seminole in Florida e combatté la guerra messico-statunitense in cui ricevette tre promozioni brevetto compresa quella a maggiore a Contreras e Churubusco, e quella a tenente colonnello per quanto fatto a Belén Gates. Occupò anche incarichi ad Upstate New York e nell'ufficio del generale aiutante in California dal 1849 al 1851, nel periodo in cui la California divenne un nuovo Stato.
Nonostante la propria volontà, fu assegnato al ruolo civile di custode degli Archivi della California dal marzo 1850 all'aprile 1851, quando lasciò la California. Negli Archivi c'erano le carte dei governi spagnoli e messicani, oltre a resoconti e titoli terrieri delle missioni. Evidentemente Canby conosceva un po' di spagnolo, il che si rivelò molto utile quando il governo cercò di revocare le concessioni terriere. La The Filson Historical Society di Louisville (Kentucky) contiene un documento che sembra scritto da Canby in spagnolo, nel quale si firma "Edwardo (sic) Ricardo S. Canby".
Canby prestò servizio in Wyoming e Utah (allora entrambi parte del territorio dello Utah) nel corso della guerra dello Utah (1857–1858). In questo periodo fu un giudice della corte marziale del capitano Henry Hopkins Sibley. Sibley fu assolto. In seguito Canby scrisse un avallo di una tenda dell'esercito in stile tipi che Sibley aveva riadattato dallo stile nativo americano.
Entrambi gli ufficiali furono poi assegnati al Nuovo Messico, dove nel 1860 Canby coordinò una campagna contro i Navajo, comandando anche Sibley nel futile tentativo di catturare e punire i Navajo per il furto del bestiame dei coloni. La campagna terminò con una sonora sconfitta, e con Canby e Sibley che raramente videro i razziatori Navajo. Li videro quasi sempre solo da distante, e non riuscirono mai ad avvicinarsi.

## Guerra civile
All'inizio della guerra civile Canby comandò Fort Defiance, territorio del Nuovo Messico. Fu promosso colonnello del 19º fanteria il 14 maggio 1861, ed il mese seguente comandò il dipartimento del Nuovo Messico. Il suo ex assistente Sibley si congedò per unirsi ai Confederati diventando generale di brigata. Nonostante l'Armata del Nuovo Messico di Sibley avesse sconfitto Canby ed i suoi uomini nel febbraio 1862 nella battaglia di Valverde, Canby obbligò alla fine di Confederati a ritirarsi in Texas dopo la strategica vittoria dell'Unione nella battaglia di Glorieta Pass.
Subito dopo la battaglia Canby fu promosso generale di brigata il 31 marzo 1862. Riunendo le forze che aveva in precedenza diviso, Canby organizzò l'inseguimento dell'esercito Confederato in ritirata, ma il tentativo durò poco e permise ai nemici di raggiungere il Texas. Poco dopo il fallimento dell'invasione Confederata del Nuovo Messico settentrionale, Canby fu rimosso dal comando dal generale James Henry Carleton e trasferito ad est.
I risultati ottenuti da Canby in Nuovo Messico facevano parte della sua strategia difensiva. Come il suo avversario Sibley aveva risorse limitate. Nonostante Canby fosse leggermente meglio rifornito, si accorse che difendere l'intero territorio avrebbe assottigliato le proprie forze. Capendo che Sibley avrebbe attaccato lungo il fiume, anche a causa della prolungata siccità di cui stava soffrendo il Nuovo Messico, Canby usò al meglio le proprie truppe difendendosi da due possibili scenari: un attacco lungo il Rio Grande ed uno lungo Pecos e Canadian. Avrebbe potuto spostare facilmente quest'ultimo gruppo per difendere Fort Union in caso di attacco dal Rio Grande, cosa che in effetti successe. Canby persuase i governatori di Nuovo Messico e Colorado ad arruolare volontari per sostenere le truppe regolari federali; le truppe del Colorado si dimostrarono utili a Valverde e Glorieta.
Dopo un periodo di impegni d'ufficio, Canby fu assegnato al "comando generale della città e del porto di New York" il 17 luglio 1863. Questo incarico seguì i disordini di New York degli irlandesi nei confronti dei neri che causarono molti morti ed ingenti danni materiali. Rimase in servizio fino al 9 novembre, supervisionando un campo prigionieri nel porto di New York. Si trasferì poi a lavorare nell'ufficio del Segretario alla Guerra autodefinendosi "assistente generale aiutante". Riferendosi al curriculum di Canby, un aiutante generale del XX secolo, Edward F. Witsell, descrive il ruolo di Canby come "simile a quello di un assistente del Segretario dell'Esercito".
Nel maggio 1864 Canby fu promosso a maggior generale e prese il posto di Nathaniel Banks al comando di Simmesport, Louisiana. Fu poi trasferito nel Midwest dove comandò la divisione militare del Mississippi occidentale. Fu ferito alla coscia in una guerriglia mentre si trovava a bordo della cannoniera USS Cricket sul fiume White River in Arkansas nei pressi di Little Island, il 6 novembre 1864. Canby comandò le forze dell'Unione nella campagna condotta contro Mobile, Alabama, nella primavera del 1865. La campagna culminò nella battaglia di Fort Blakely che portò alla caduta di Mobile il 12 aprile 1865. Canby accettò la resa dei Confederati comandati dal generale Richard Taylor a Citronelle il 4 maggio 1865, e quella del generale Edmund Kirby Smith ad ovest del fiume Mississippi il 26 maggio 1865.
Canby fu generalmente considerato un grande amministratore, ma fu criticato come militare. Ulysses Simpson Grant non lo considerava abbastanza aggressivo. Se qualcuno avesse avuto una domanda riguardante i regolamenti dell'esercito o il diritto costituzionale militare, Canby era l'uomo adatto per rispondere. Grant lo apprezzò in tempo di pace, protestando vigorosamente quando il presidente Andrew Johnson propose di trasferire Canby lontano dalla capitale, dove invece Grant lo considerava insostituibile.
John D. Winters, nel suo The Civil War in Louisiana (1963), scrive che a Canby "mancavano le dotazioni sociali di Banks e sembrava a molti rigido e taciturno". Winters cita l'agente del tesoro George S. Denison di New Orleans: "il generale Canby è molto attivo, ma il suo operato non è ancora popolare perché fatto troppo silenziosamente e senza ostentazione. Canby è un uomo alto, con una faccia premurosa e gentile - parla poco e va dritto al punto - un preciso soldato ed i suoi modi sono modesti e senza pretese ed a volte perfino imbarazzati".
Un tempo il padre di Canby possedeva degli schiavi. Alcuni cugini di Canby combatterono per la Confederazione, ed uno di loro fu fatto prigioniero di guerra. Il padre di questo ragazzo scrisse a Canby chiedendo al generale di usare la propria influenza per far rilasciare sulla parola il proprio figlio, ma Canby si rifiutò, rispondendo che non si sentiva in grado di usare la propria influenza per favorire parenti.

## Compiti post-bellici
Dopo la guerra Canby divenne comandante di vari dipartimenti militari durante la Ricostruzione, quando il governo cercò di gestire i drammatici cambiamenti sociali mentre assicurava la pace. Comandò la Louisiana dal 1864 al maggio 1866. Fu poi trasferito al comando del dipartimento di Washington, composto da Delaware, Maryland, District of Columbia e dalle contee di Alexandria e Fairfax in Virginia, dal giugno 1866 all'agosto 1867. Fu poi assegnato al comando del Secondo distretto militare, comprendente Carolina del Nord e del Sud. Nell'agosto 1868 riprese per breve tempo il comando di Washington.
A novembre fu assegnato al Quinto distretto militare, dove si dedicò soprattutto alla ricostruzione del Texas. Lasciò il Texas per la Virginia, il Primo distretto militare, nell'aprile del 1869, rimanendovi fino al luglio 1870. Ognuno di questi incarichi avvenne durante la Ricostruzione e mise Canby al centro dei conflitti tra Repubblicani e Democratici, bianchi e neri, governi statali e federali. Le nuove legislature dei vari stati stavano scrivendo le proprie costituzioni ed il clima sociale era molto volubile, con continui attacchi contro liberti e Repubblicani in molte zone. Molti distretti ospitavano sedi del Ku Klux Klan, che il governo federale non riuscì a reprimere fino ai primi anni 1870. A volte Canby fece infuriare una fazione o l'altra, e a volte entrambe. Charles W. Ramsdell definì Canby "vigoroso e fermo, ma giusto". Anche gli oppositori politici, come Jonathan Worth, governatore della Carolina del Nord, ammisero che Canby era sincero ed onesto.

## Ultimi incarichi e morte
Nell'agosto 1872 Canby fu messo a capo del Pacifico nordoccidentale. Dovette affrontare i problemi con i Modoc che da sempre abitavano la California settentrionale. Obbligati a spostarsi in una riserva in Oregon che avrebbero dovuto dividere con i nemici tradizionali Klamath, avevano chiesto al governo federale di poter fare ritorno in California. Quando la richiesta fu rifiutata i Modoc partirono dalla riserva e tornarono illegalmente nelle loro terre natali. Nel 1872 l'esercito statunitense iniziò a combatterli dando il via alla guerra Modoc. I Modoc si asserragliarono nella roccaforte di Capitan Jack a sud del lago Tule, resistendo agli assalti dell'esercito ed obbligando gli americani ad uno stallo.

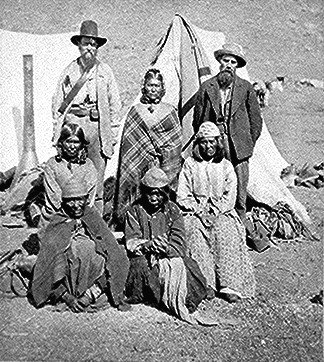
Da sinistra a destra, l'agente indiano, Winema (Tobey) ed il marito Frank Riddle (interprete), con davanti altre donne Modoc, 1873

Il generale Canby aveva ricevuto ordini contrastanti da Washington che gli chiedevano di combattere o negoziare con i Modoc. Dato che la guerra era infruttuosa, il governo autorizzò una commissione di pace e nominò Canby a capo della stessa. Vi erano molte linee di comunicazione tra Modoc e bianchi. Ad un certo punto qualcuno disse al capo Modoc, Capitan Jack, che il governatore dell'Oregon voleva impiccare nove Modoc, apparentemente senza processo, non appena si fossero arresi. I Modoc interruppero i negoziati; Canby si arrabbiò per le voci messe in giro, credendo che la propria autorità federale avrebbe reso vana la minaccia del governatore. Canby non aveva intenzione di punire i Modoc senza un regolare processo.
L'11 aprile 1873, dopo mesi di negoziati inconcludenti, Canby si recò ad un nuovo incontro, disarmato e con la speranza di concludere l'accordo. Il giudice Elijah Steele di Yreka (California) scrisse poi di aver avvisato Canby del fatto che i Modoc erano volubili e pericolosi, ma Canby avrebbe risposto "Crede che abbiate ragione, Mr. Steele, e devo seguire il vostro consiglio, ma non sarebbe bello per il generale in comando avere paura di recarsi dove sarebbero dovuti andare i commissari negoziatori". L'incontro si tenne a metà strada tra l'accampamento dell'esercito e la roccaforte di Capitan Jack nei pressi del lago Tule. Si scoprì poi che due membri del gruppo di Canby avevano portato con sé armi, e che anche i guerrieri Modoc erano armati.

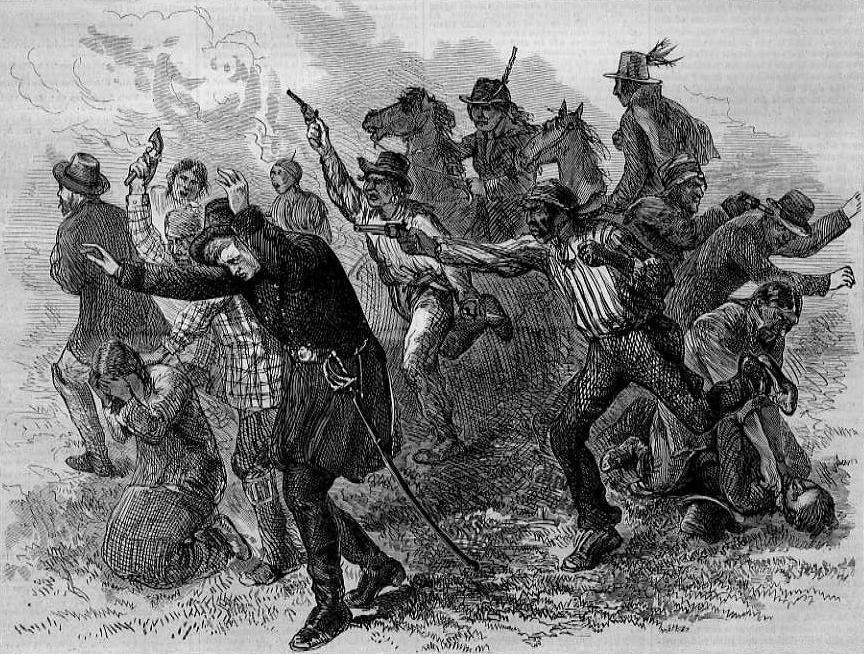
Omicidio del generale Canby e del reverendo Dr. Thomas, stampa del 1873

Secondo Jeff C. Riddle, figlio Modoc dell'interprete statunitense autore di Indian History of the Modoc War (1914), i Modoc avevano già deciso di uccidere Canby e gli altri commissari, credendo che i negoziati erano impossibili. Erano decisi a "combattere fino alla morte". Si trattava del figlio di Winema e Frank Riddle. Capitan Jack non avrebbe voluto accettare il progetto dell'omicidio, credendo che si trattasse di un "atto da codardi", ma gli fu messa pressione da altri guerrieri. Voleva concedere a Canby un'altra opportunità chiedendogli di "darci una casa nella nostra terra". Quando Canby disse di non avere l'autorità per fare una tale promessa, Capitan Jack attaccò il generale. Sparò a Canby due volte alla testa e gli tagliò la gola. I Modoc uccisero anche il reverendo Eleazar Thomas, commissario di pace, e ferirono altri del gruppo. Canby fu l'unico generale ucciso nel corso delle guerre indiane.

### Conseguenze
Dopo la morte di Canby nacque una rabbia nazionale nei confronti dei Modoc. I giornali orientali chiesero una vendetta di sangue. Alla fine Capitan Jack (Kintpuash), Boston Charley, Schonchin John e Black Jim furono processati per omicidio, condannati e giustiziati il 3 ottobre 1873. I Modoc sopravvissuti furono mandati nelle riserve.

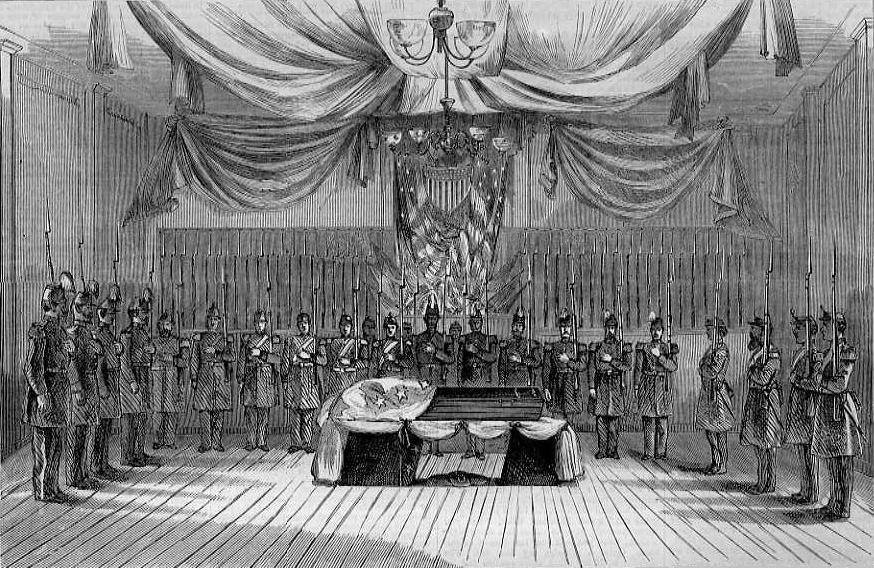
Funeral of the Late General Canby -- the Body Lying in State

L'uccisione di Canby e la grande guerra Sioux del 1876 minarono le basi della fiducia pubblica nella politica di pace del presidente Grant, secondo lo storico Robert Utley. Crebbe un sentimento pubblico di odio che chiedeva lo sterminio completo dei nativi americani.
Dopo il funerale celebrato sulla West Coast, il corpo di Canby fu riportato in Indiana e sepolto nel cimitero di Crown Hill ad Indianapolis il 23 maggio 1873. Almeno quattro generali dell'Unione parteciparono al suo funerale: William Tecumseh Sherman, Philip Henry Sheridan, Lew Wallace e Irvin McDowell, e gli ultimi due fecero anche parte del gruppo che portò la bara.

## Retaggio ed onorificenze
Nel 1871 gli fu conferita una laurea honoris causa dalla Wesleyan University di Middletown (Connecticut). Nel 1875 Fort Canby, una fortificazione difensiva che protegge l'entrata del fiume Columbia prese da lui il nome. Negli anni 1880 fu eretta la croce di Canby nei pressi del luogo in cui si tennero i negoziati di pace, nell'area poi diventata Lava Beds National Monument. Le città di Canby nella contea di Clackamas in Oregon, Canby nella contea di Yellow Medicine in Minnesota e Canby nella contea di Modoc in California portano il suo nome.